# Adriano Barcelloni Corte
Adriano Barcelloni Corte (Belluno, 14 ottobre 1888 – 19 agosto 1980) è stato un ingegnere, urbanista e politico italiano.

## Biografia
Di professione ingegnere, fu autore di significativi progetti edilizi e sistemazioni urbane a Belluno, tra i quali si ricordano in particolare il piazzale della Stazione e il piano regolatore generale della città (1936) insieme ad Alberto Alpago-Novello e Ottavio Cabiati.
Dal 1951 al 1957 fu sindaco di Belluno per la Democrazia Cristiana.